# Hästsjön, Småland
Hästsjön är en sjö i Nässjö kommun i Småland och ingår i Motala ströms huvudavrinningsområde. Sjön är 13,1 meter djup, har en yta på 3,45 kvadratkilometer och är belägen 271 meter över havet. Sjön avvattnas av vattendraget Lanån.

## Delavrinningsområde
Hästsjön ingår i det delavrinningsområde (640106-143383) som SMHI kallar för Utloppet av Hästsjön. Avrinningsområdets medelhöjd är 282 meter över havet och ytan är 10,46 kvadratkilometer. Räknas de 2 delavrinningsområdena uppströms in blir den ackumulerade arean 22,89 kvadratkilometer. Lanån som avvattnar avrinningsområdet har biflödesordning 2, vilket innebär att vattnet flödar genom totalt 2 vattendrag innan det når havet efter 273 kilometer. Delavrinningsområdet består mestadels av skog (45 procent) och jordbruk (14 procent). Avrinningsområdet har 3,45 kvadratkilometer vattenytor vilket ger det en sjöprocent på 32,9 procent.